# 光掌蟳
光掌蟳（学名：Charybdis riversandersoni）为梭子蟹科蟳属的动物。分布于日本、印度、阿曼湾、阿拉伯海，包括东海等海域，生活环境为海水，主要生活于沙质以及或具碎贝壳的沙泥质海底。